# Thomas Watkins Ligon
Thomas Watkins Ligon, född 10 maj 1810 nära Farmville, Virginia, död 12 januari 1881 i Howard County, Maryland, var en amerikansk demokratisk politiker. Han var ledamot av USA:s representanthus 1845–1849 och guvernör i delstaten Maryland 1854–1858.
Ligon studerade vid Hampden-Sidney College, University of Virginia och Yale College. År 1833 inledde han sin karriär som advokat i Maryland. Han blev invald i representanthuset i kongressvalet 1844 med omval 1846. Efter två mandatperioder i representanthuset återvände han till sin advokatpraktik.
Ligon efterträdde 1854 Enoch Louis Lowe som guvernör och efterträddes 1858 av Thomas Holliday Hicks. Anglikanen Ligon avled 70 år gammal och gravsattes på St. John's Cemetery i Howard County.